# Etnias de Burkina Faso

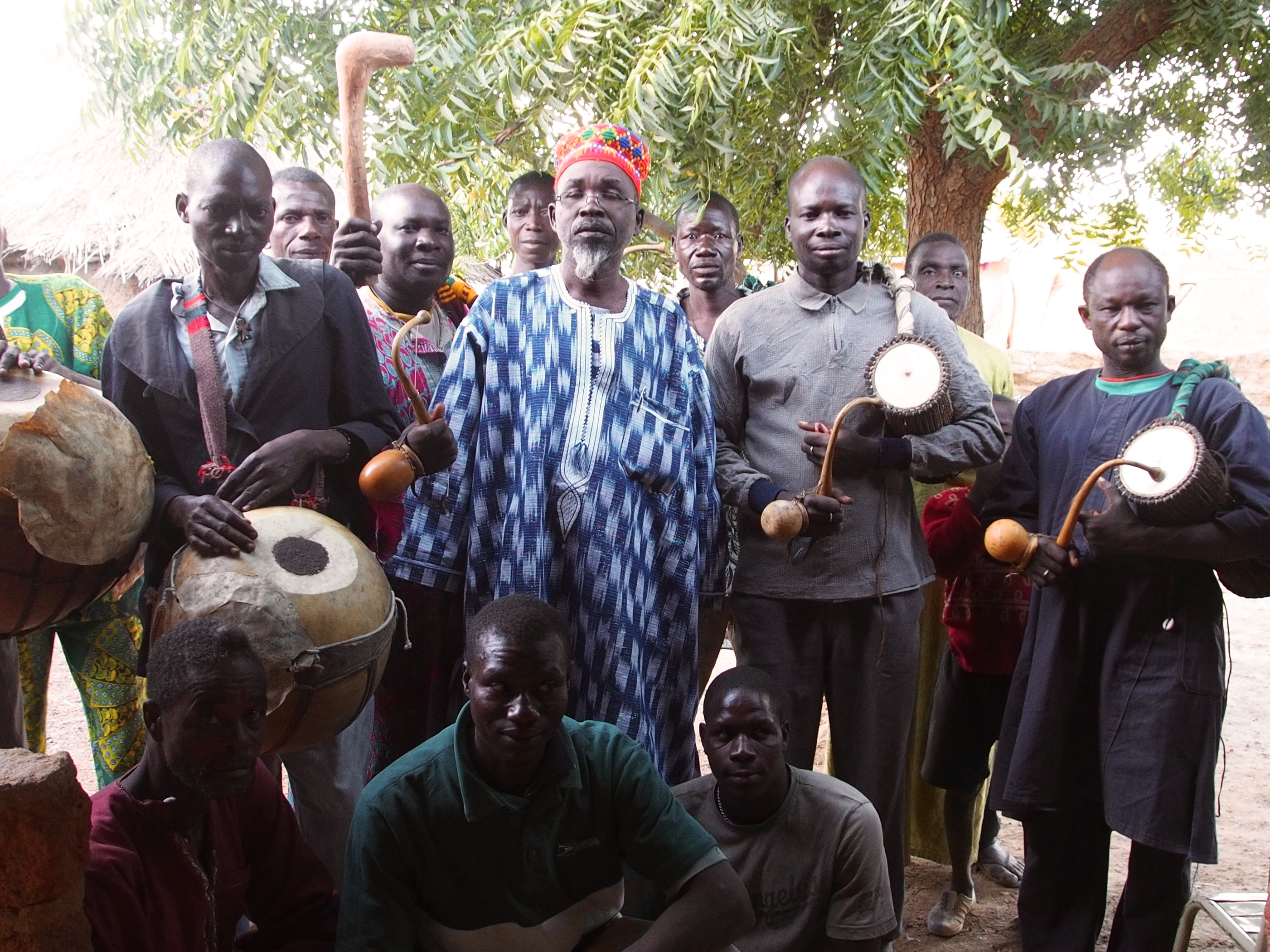
El jefe mossi Naaba Zomb Wobgo en 2013

En Burkina Faso conviven al menos 26 etnias. En 2019, se estima una población en Burkina Faso de 20,3 millones de habitantes, con un rápido crecimiento, ya que en 2006 había 14 millones de habitantes. La mitad son de la etnia mossi, descendientes de guerreros que se desplazaron desde el área del río Volta en torno al año 1100 y formaron una serie de reinos que duraron unos 800 años.
Muchos pueblos del centro y sur de Burkina practican la agricultura, la artesanía y el trabajo del hierro. El norte está habitado por pueblos nómadas.

## Etnias principales
La mayor parte de la población se encuentra en el sur y el centro del país. Además de los mossi, los dos grupos principales son los pueblos mandinga, que incluyen los fulani y los bobo, y los pueblos voltáicos, que incluyen los senufo y los lobi. Los mossi son la población mayoritaria. A veces los hablantes del idioma yulá se denominan a sí mismos diulas (yulás).
- Mossi. En torno a 9-10 millones, el 50-52% de la población. Llegaron a Burkina desde Ghana en los siglos X y XI, y se enfrentaron a los pueblos musulmanes de la región, conservando sus creencias tradicionales. Aun hoy, poco más de la mitad son musulmanes y la mayoría son también animistas. Crearon tres reinos, Tengkodogo (1120-1894), Yatenga (1333-1895) y Wogodogo (1441-1897). En el siglo XIX, cayeron uno tras otro bajo la dominación francesa. Hablan el idioma mossi o mooré. Los pueblos mossi son muy heterogéneos, tienen una clase gobernante y una clase que incluye herreros, granjeros, tejedores, comerciantes, etc. Viven en el centro del país, en la zona del río Volta.[6]

- Fulani En torno a 2 millones, el 8-9%. Viven en el este de Burkina, a a caballo entre este país y Níger. Principalmente nómadas, crían vacas, ovejas y cabras. Sin embargo, muchos fulani han abandonado su estilo de vida y se han vuelto sedentarios o seminómadas; durante la estación húmeda cultivan y viven en aldeas; durante la estación seca, pastorean. Son musulmanes.[7]

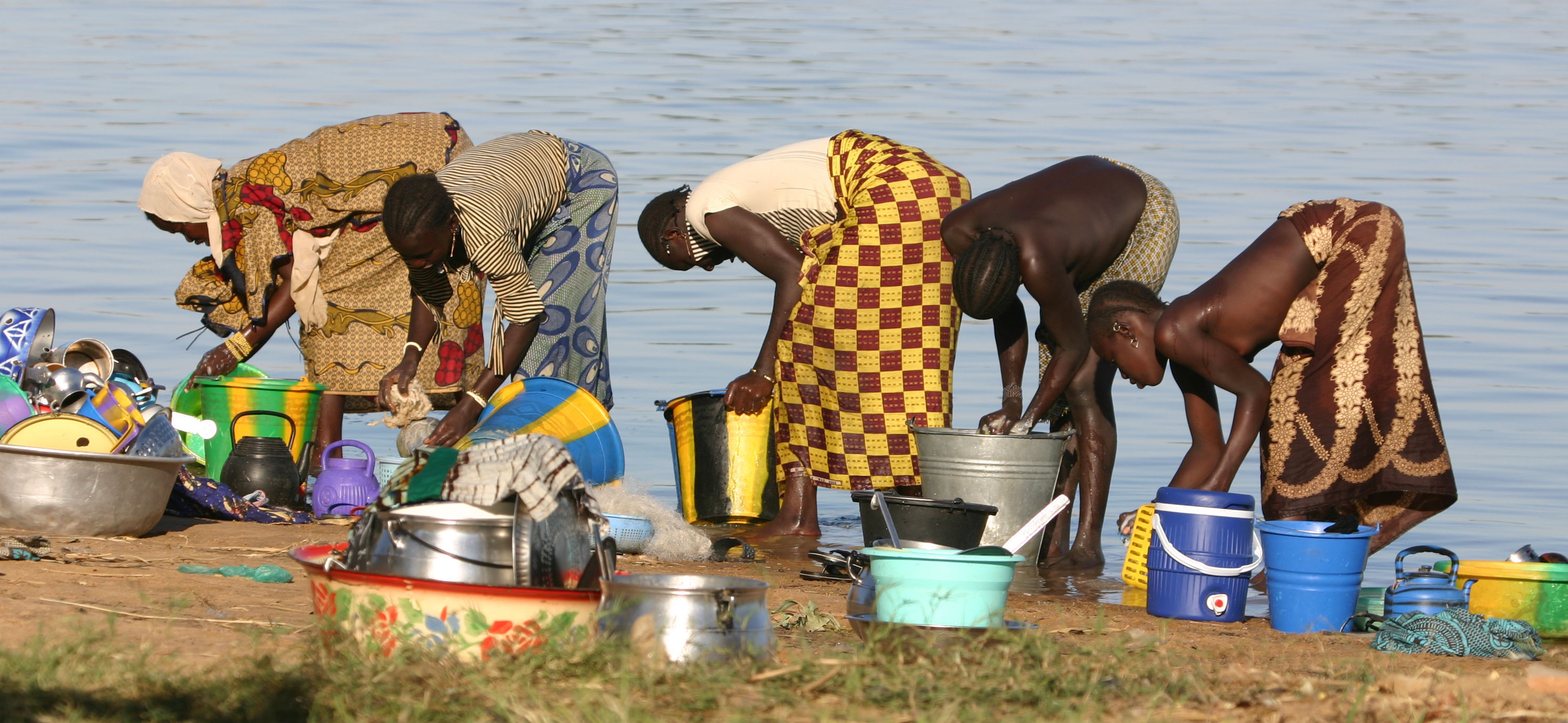
Mujeres bobo a orillas del río Níger

- Bobo. Unos 300.000. Hablan el idioma bobo, una lengua mandé. Son granjeros, cultivan mijo, sorgo, cacahuetes y tomates, y crían pollos, cabras y otros animales.[8] Se dividen en tres grupos: los bobo-diula, comerciantes, procedentes de Mali y fundadores de Bobo-Dioulasso; los bobos negros o fing, viven en el valle del río Kou, al oeste de Bobo,[9] y los bobos rojos o woulé así llamados por tener la piel más clara, viven al norte de [Bobo-Dioulasso|Bobo]]. Solo los primeros son musulmanes mayoritariamente.

- Gurma o gourmantché. En torno a 1,25 millones.[10] Viven en torno a Fada N'Gourma, capital de la provincia de Gourma, a 300 km al este de Uagadugú, una zona seca y cálida entre la sabana arbolada y los herbazales más secos hacia el norte. Hablan el idioma gurma y son, en general, animistas.[11] Practican la agricultura durante la estación húmeda, y el pastoreo en al estación seca. Mientras los hombres trabajan en los campos, las mujeres cuidan a los niños, preparan las comidas y mantienen las viviendas. El pueblo (wuro) es el centro de las sociedades gurma. Son cercanos a los mossi, con quienes comparten incluso el dios creador Gbewa.[12]

- Bissa. Unos 600.000. Son un pueblo mandinga. Viven en el sudeste, con algunos asentamientos en Togo y en Ghana. Son agricultores de subsistencia, cultivan mijo, maíz, arroz, judías y cacahuetes, que preparan de todas las formas posibles, y también algodón para comerciar. Una cuarta parte son cristianos, el resto animistas y musulmanes.[13] Se dividen en numerosos clanes y hablan varios dialectos del idioma bissa, una lengua mandinga.[14][15]

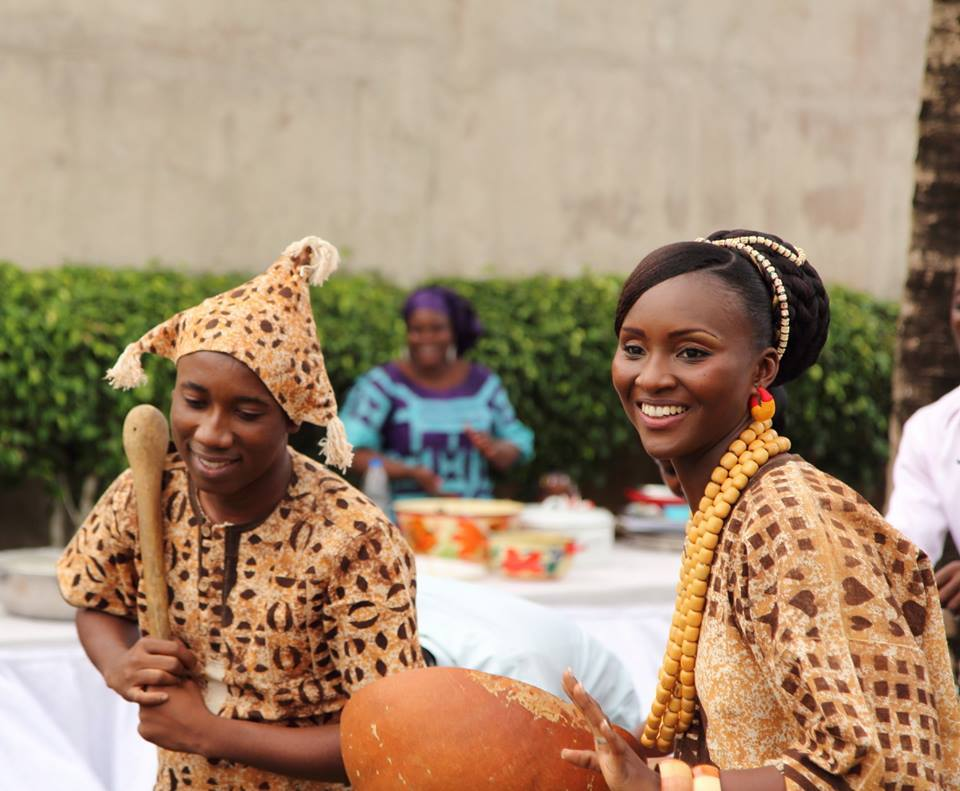
Senufos en una imagen de 2015

- Senufo. Unos 290.000. Viven en el sudoeste y la mayoría son agricultores de subsistencia. Cultivan ante todo mijo, sorgo, maíz, arroz y ñame. Se dividen en granjeros y los artesanos. La comunidad es importante para ellos y sus pueblos pueden tener de 50 a 2000 miembros. La mayoría de senufos viven entre los ríos Volta Negro, Bagoé y Bani. Originarios de Costa de Marfil, en el siglo XVII crearon el reino de Kenedugu, que acabó con la colonización en 1898. La mayoría son animistas, aunque un 30% ya ha abrazado el islam.[16]

- Gurunsi o gur. Son una serie de grupos que habitan el norte de Ghana y el sur de Burkina, donde hay unos 750.000 (en Ghana son más de 100.000 y forman el reino tradicional de Dagbon). Entre los numerosos subgrupos están los kasem o kasena, más de 100.000 que viven en el sur de Burkina, en la frontera con Ghana, en casas de colores blanco, rojo y negro, separados hombres y mujeres. Los ninkare son unos 55.000, como los farefare y los namnam unos 58.000. No tienen un lenguaje común, pero las prácticas sociales, económicas y religiosas los hacen pertenecer a un mismo grupo.

- Lobi. Unos 300.000.[17] Viven en la región del Volta Negro, entre Ghana, Costa de Marfil y Burkina, en los alrededores de Gaoua. Son granjeros que viven en pequeños conglomerados familiares y cultivan sobre toso sorgo, mijo y maíz, pero también ñame, calabazas, cacahuetes y productos hortícolas. La mayoría son animistas. Crían algo de ganado y fabrican artesanías.[18]

- Tuareg. Unos 165.000. El mayor grupo de nómadas. Durante la sequía de los años 70, muchos tuareg viajaron hacia el sur en busca de pastos y algunos se quedaron y se convirtieron en granjeros o se quedaron en las ciudades cerca de sus campos de cultivo. Son musulmanes sunitas, aunque no de manera estricta. Los hombres llevan velo y las mujeres son tratadas con respeto. Tienen una rica cultura y tradiciones.[19] Muchos tuareg se refugiaron en Mali durante la guerra en este último país.

- Dagara. Unos 335.000. Viven en el sudoeste, son granjeros de subsistencia, maíz, sorgo, mijo y cacahuetes. Hablan el idioma dagara, una lengua gur con varios dialectos entre norte y sur. Unos 700.000 viven al sur en Ghana, donde hay comunidades dagara de pescadores en el río Volta. Es una sociedad patrilineal que debe pagar el precio de la esposa.[20]

- Otros, 4,5%

## Perfil demográfico
Más del 65% de la población tiene menos de 25 años y la población crece un 3% anual. Este rápido crecimiento se debe al descenso de la mortalidad, especialmente la infantil, debido a una mejora de las condiciones sanitarias y al mantenimiento de una media de 6 hijos por mujer.
Cientos de miles de personas emigran cada año a Ghana y Costa de Marfil para trabajos estacionales. Por otro lado, Burkina recibe a inmigrantes de Costa de Marfil, Ghana y Mali. De este último país han llegado decenas de miles de refugiados a causa de la guerra.

## Lenguas
Las lenguas principales son el mossi, hablado por la mayoría, sobre todo por los mossi y los gurunsi, el diula, derivado del bambara que hablan más de 3 millones de personas, el idioma fula, el bissa, el lobi y otras. La lengua de la administración es el francés.